# A Date for Mad Mary
Pour plus de détails, voir Fiche technique et Distribution.
A Date for Mad Mary est un film irlandais réalisé par Darren Thornton, sorti en 2016.
Le film est une adaptation de la pièce de théâtre 10 dates with Mad Mary de Yasmine Akram.

## Synopsis
« Mad » Mary retourne à Drogheda après un court passage en prison. De retour à la maison, tout a changé. Sa meilleure amie, Charlene, est sur le point de se marier et Mary doit être sa dame d'honneur.

## Fiche technique
- Titre original : A Date for Mad Mary
- Réalisation : Darren Thornton
- Scénario : Darren Thornton, Colin Thornton, Yasmine Akram (pièce de théâtre)
- Montage :
- Musique :
- Production : Juliette Bonass, Ed Guiney (en)
- Sociétés de production : Irish Film Board (en), Element Pictures
- Société de distribution :
- Pays d’origine :  Irlande
- Langue : anglais
- Lieux de tournage : Dublin, Irlande
- Format : couleurs
- Genre : Comédie dramatique saphique
- Durée :  82 minutes (1 h 22)
- Dates de sortie : 
  -  République tchèque : 2 juillet 2016 au festival international du film de Karlovy Vary
  -  Irlande : 2 septembre 2016
  -  Royaume-Uni : 6 octobre 2016 au festival du film de Londres
  -  Suède : 27 janvier 2016 au festival international du film de Göteborg
  -  Pays-Bas : 11 mars 2016 au Roze Filmdagen (nl)
  -  États-Unis : 9 avril 2016 au festival international du film de San Francisco

## Distribution
- Seána Kerslake (en) : Mary McArdle
- Tara Lee : Jess
- Charleigh Bailey : Charlene
- Denise McCormack : Suzanne
- Barbara Brennan : Nan
- Siobhan Shanahan : Leona
- Shauna Higgins : Julie
- Kyle Bradley Donaldson : Gabba
- Norma Sheahan : Sally
- Fionnuala Murphy : la mère de Charlene
- Tatiana Ouliankina (en) : Oksana
- Kelly Byrne : la fille effrayée
- Shaun Dunne : Liam
- Susie Power (en) : Rita
- Carolyn Bracken : la guardienne de prison